# رجب (اسم)
رجب هو اسم علم مذكر ومؤنث من أصل عربي، و تسمي العرب باسم هذا الشهر، وهو السابع من أشهر السنة الهجرية كما كان من الأشهر الحرم، واسمه «رجب الفرد» ومنه قالوا رجب أي عظم ومن عادتهم التسمي بأسماء الزمان.

## شخصيات تحمل الاسم
- رجب أيدين (لاعب كرة قدم تركي، 27 يناير 1990[3] – )
- رجب اكداغ (سياسي تركي، 8 مايو 1960 – )
- رجب باشا (سياسي عثماني، القرن 17 – 1726)
- رجب بيلير (لاعب كرة قدم تركي، 8 مايو 1981[4] – )
- رجب حمزة (لاعب كرة قدم قطري، 16 أكتوبر 1986[5] – )
- رجب خزندار (سياسي تونسي، القرن 18 – 21 مايو 1797)
- رجب طيب أردوغان (الرئيس الثاني عشر لتركيا منذ 2014، 26 فبراير 1954[6] – )
- رجب مقبل (دراج سعودي، 1959[7] – )
- رجب ميداني (سياسي ألباني، 17 أغسطس 1944 – )
- رجب يلدز (لاعب كرة قدم تركي، 10 مارس 1986 – )

## وصلات خارجية
- موسوعة السلطان قابوس لأسماء العرب نسخة محفوظة 5 أبريل 2019 على موقع واي باك مشين.